# Rock and a Hard Place
«Rock and a Hard Place» —en español: «Entre la espada y la pared»— es una canción de la banda inglesa The Rolling Stones de su álbum Steel Wheels. Fue lanzada como el segundo sencillo del álbum el 4 de noviembre de 1989.

## Grabación
Acreditada a Mick Jagger y Keith Richards, «Rock and a Hard Place» fue grabada en los estudios AIR de Montserrat y Olympic Studios de Londres durante los meses de marzo y junio de 1989. La canción fue producida por The Glimmer Twins junto con Chris Kimsey. El ingeniero de sonido fue Christopher Marc Potter.
Sobre la canción, en las notas al álbum recopilatorio Jump Back, Richards dijo: "fue como volver a la forma en que trabajamos en los primeros días, antes del exilio, cuando vivíamos a la vuelta de la esquina los unos de los otros en Londres. Mick y yo no nos habíamos reunido hacia cuatro años desde Dirty Work, pero tan pronto como nos encontramos en Barbados durante quince días, con un par de guitarras y pianos, todo estaba bien". 
En el momento del lanzamiento Jagger dijo:" Esta es una de esas canciones como «Start Me Up», que desde el momento en que se oyen las primeras notas, la cabeza es una pista de baile. Son los 70's, de la mejor manera posible."
Con Jagger en la voz principal; Richards, Ron Wood y Jagger tocaron las guitarras para la grabación, Bill Wyman el bajo y Charlie Watts en la batería. Los teclados fueron interpretados por Matt Clifford y Chuck Leavell. Lisa Fischer, Sarah Dash y Bernard Fowler fueron los coristas. The Kick Horns aportaron los vientos.
Esta fue una de las últimas grabaciones de Bill Wyman como miembro de los Stones. Dejó la banda en 1993.

## Lanzamiento
«Rock and a Hard Place» fue lanzado como el segundo sencillo de Steel Wheels el 13 de noviembre de 1989 en el Reino Unido. «Cook Cook Blues», un blues lento que había quedado como toma descartada del álbum Undercover, fue el lado B. El sencillo alcanzó el puesto #63 en el Reino Unido, el #23 en los Estados Unidos y el #1 en el Mainstream Rock Tracks. La canción ha sido tocada por los Stones esporádicamente desde su lanzamiento, apareciendo en Steel Wheels/Urban Jungle Tour, Voodoo Lounge Tour, Bridges to Babylon Tour, y Licks Tour.
Una grabación en vivo tomada del Steel Wheels / Urban Jungle Tour se incluyó en el álbum en vivo 1991 Flashpoint.

## Canciones del sencillo
1. «Rock and a Hard Place» - 4:05
2. «Cook Cook Blues» - 4:08

## Posicionamiento en las listas
| Listas (1989–90)                   | Mejor posición |
| ---------------------------------- | -------------- |
| Australia (ARIA)                   | 99             |
| Estados Unidos Billboard Hot 100   | 20             |
| Países Bajos (Mega Single Top 100) | 23             |
| Reino Unido (UK Singles Chart)     | 63             |

## Personal
Acreditados:
- Mick Jagger: voz, guitarra eléctrica
- Keith Richards: guitarra eléctrica
- Ron Wood: guitarra eléctrica
- Charlie Watts: batería
- Bill Wyman: bajo
- Bernard Fowler: coros
- Lisa Fischer: coros
- Sarah Dash: coros
- Matt Clifford: teclados
- Chuck Leavell: teclados
- The Kick Horns: vientos